# Stazione di Busalla
La stazione di Busalla sorge a Busalla in piazza Malerba, e si trova sulla linea Torino-Genova.

## Storia
La stazione entrò in servizio il 10 febbraio 1853, all'attivazione del tronco ferroviario da Arquata Scrivia a Busalla; il 18 dicembre successivo la linea fu completata con la tratta da Busalla a Genova.

## Movimento
L'impianto è servito da treni regionali svolti da Trenitalia nell'ambito del contratto di servizio stipulato con la Regione Liguria.

## Servizi
La stazione, che RFI classifica nella categoria silver, dispone di:
- Biglietteria automatica
- Sala d'attesa
- Servizi igienici
- Bar
- Edicola

## Interscambi
- Fermata autobus
- Stazione taxi

Le linee degli Autobus Provinciali sono gestite da AMT Genova.